# Štivan
Štivan (italijansko San Giovanni di Duino ali San Giovanni al Timavo) je naselje blizu Devina na slovenskem etničnem ozemlju v Občini Devin - Nabrežina. Razpotegnjeno naselje leži ob cesti Trst-Tržič, ob izvirih reke Timave. Po podatkih iz leta 1999 ima 154 prebivalcev, ki so večinoma zaposleni v Tržiču ali v papirnici, ki obratuje poleg naselja.

## Zgodovina
Naselje je bilo prvič omenjeno v srednjem veku, čeprav je bilo že v antični dobi v njegovi bližini naselje Fons Timavi. Nedaleč je tudi arheološko najdišče Mitrova jama. V preteklosti so bila v okolici Štivana številna obdelana zemljišča, vinogradi, sadovnjaki in celo riževa polja, prebivalci pa so se ukvarjali tudi z mlinarstvom in ribištvom.
Štivan je dobil ime po cerkvi svetega Janeza Krstnika (sv. Ivan → Štivan), razvil pa se je v okolici benediktinskega samostana, ki je bil prvi izmed tovrstnih samostanov v Oglejskem patriarhatu (ustanovljen v 6. stoletju). Štivan je bil do leta 1555 glavno pristanišče za oglejsko pokrajino. Tedaj je bilo pristanišče uničeno, v 18. stoletju pa je to vlogo prevzel Devin.

## Zanimivosti
V centru majhnega naselja je ostanek akvadukta Randaccio, s katerim se je Trst oskrboval s pitno vodo, in cerkev svetega Janeza Krstnika, ki jo je zasnoval Angiolo Mazzoni. V bližini akvadukta so tudi ostanki rimske vile s talnimi mozaiki, iz 1. stoletja.
Številni so spomeniki na prvo svetovno vojno in tisti, zgrajeni v času fašističnega obdobja.
V okolici so izviri reke Timava, ki po dolgem podzemnem toku tukaj pride na dan in se nato izliva v Tržaški zaliv; tam je tudi kanal Locavaz, ki je v preteklosti pogosto služil kot mejna črta.
Zunaj mesta je cerkev svetega Janeza iz Tube (Chiesa di San Giovanni in Tuba) iz leta 1483, ki stoji na mestu predhodne zgodnjekrščanske bazilike, od katere so se ohranili talni mozaiki iz 5. stoletja. Cerkev v gotskem slogu je dala zgraditi plemiška rodbina Walseejev. Po drugi svetovni vojni je bila cerkev delno obnovljena.

## Galerija
- Izvir Timave, v ozadju cerkev svetega Janeza iz Tube
- Obcestni spomenik v Štivanu, v spomin na padle italijanske vojake
- Cerkev